# Rhopalostroma sphaerocephalum
Rhopalostroma sphaerocephalum är en svampart som först beskrevs av Petch, och fick sitt nu gällande namn av David Leslie Hawksworth 1977. Rhopalostroma sphaerocephalum ingår i släktet Rhopalostroma och familjen kolkärnsvampar.   Inga underarter finns listade i Catalogue of Life.